# 왓츠 업 덕
《왓츠 업 덕》(영어: What's Up, Doc?)은 미국에서 제작된 1972년 스크루볼 코미디 영화이다. 피터 보그다너비치가 감독, 원안, 제작을 맡고, 바브라 스트라이샌드 등이 출연하였다.

## 출연진
- 바브라 스트라이샌드
- 라이언 오닐
- 매들린 칸
- 케네스 마스
- 오스틴 펜들턴
- 마이클 머피
- 소럴 북
- 스테펀 기어라시
- 메이블 앨버트슨
- 리엄 던
- 존 힐러먼
- 조지 모포건
- 랜디 퀘이드
- M. 에밋 월시
- 멜 블랭크
- 아서 Q. 브라이언

## 기타 제작진
- 배역: 네사 하이엄스
- 미술: 폴리 플랫
- 의상: 폴리 플랫(크레디트 미기재), 낸시 매카들, 레이 펠프스